# Charo Zarzalejos Nieto
Charo Zarzalejos Nieto (Bilbao, País Basc, 1952) és una periodista basca.

## Biografia
És filla de José Antonio Zarzalejos Altares, que va ser vocat del jurat d'ètica periodística del Ministeri d'Informació i Turisme en els anys 60, fiscal del Tribunal Suprem i exvocal del Consell General del Poder Judicial (CGPJ). Charo Zarzalejos es va llicenciar en dret a la Universitat de Deusto, però ha dedicat la seva trajectòria professional al món del periodisme. Està especialitzada en política basca i l'anàlisi parlamentària. Els seus inicis professionals se situen en l'àmbit de la premsa escrita. Va començar a treballar a La Gaceta del Norte de Bilbao. Va ser una de les poques periodistes que va viure en primera persona el cop d'estat de Tejero, estant a l'interior de l'hemicicle cobrint la informació parlamentària el 1981. A més de treballar en premsa escrita, ha treballat per a diversos programes de TVE com Los desayunos de TVE o 59 segundos, en la desapareguda CNN+, així com a Telemadrid, ETB, Castilla-La Mancha TV i altres cadenes de televisió autonòmiques. També ha col·laborat en diverses emissores de ràdio com EiTB, la SER o Punto Radio.
Està casada amb el també periodista Antonio Petit Caro i és mare de quatre fills. El seu germà José Antonio Zarzalejos va ser director del diari ABC i secretari general de Vocento. També és germana de seria secretari general de presidència durant l'etapa de José María Aznar, Javier Zarzalejos.